# 1985年欧洲冠军杯决赛
1985年欧洲冠军杯决赛是1985年5月29日在布鲁塞尔海塞尔体育场举行的一场足球比赛，以决出1984–85年欧洲冠军杯的冠军。对阵双方为来自意大利的尤文图斯和来自英格兰的利物浦。其中利物浦作为卫冕冠军已是第五次进入欧洲冠军杯决赛，并曾在1977年、1978年、1981年和1984年顺利夺冠。尤文图斯则是第三次出现在欧洲冠军杯决赛，他们在此前的1973年和1983年均问鼎失败。
每支球队均需要通过四个阶段的角逐以晋级决赛。每一阶段均为两回合淘汰赛制，在对阵双方的主场各进行一场比赛。尤文图斯在前三个阶段的总比分中都能以2球或以上的优势晋级，直至半决赛他们才仅以3比2的总比分淘汰法国球队波尔多。利物浦在大多数赛事的总比分中也能以2球以上优势晋级，唯独在第二圈仅以3比2的总比分淘汰葡萄牙球队本菲卡。
决赛最令人铭记的是在开赛前发生的海塞尔惨案：利物浦球迷冲破用于阻隔双方支持者阵营的围栏并冲向尤文图斯球迷，人群由此产生的重量引发了护壁坍塌，共造成39人死亡，数百人受伤。尽管有呼声要求放弃比赛，但由于当局担心此举会出现进一步的动乱，比赛仍然如常进行。这次惨案促使欧洲足联禁止所有英格兰足球俱乐部参加欧洲赛事达5年之久。
在现场59,000名观众的注视下，决赛的上半场互无记录。尤文图斯在第56分钟打破僵局，当加里·吉莱斯皮放倒兹比格涅夫·博涅克后，将由此判罚的点球射入。尽管犯规地点实际上是位于禁区外，但由于主裁判当时距离较远而维持原判。这一比分被一直保持到了终场，尤文图斯以1比0获胜，夺得他们的首个欧洲冠军杯冠军。

## 晋级过程

### 尤文图斯
尤文图斯是通过赢得1983年至1984年意大利足球甲级联赛，而以意大利冠军的身份参加本届欧洲冠军杯。他们在第一圈的对手是芬兰冠军山猫。首回合在坦佩雷的拉蒂纳体育场进行，尤文图斯凭借的帽子戏法和的入球而以4比0取胜。在第二回合，他们又于自己的主场，市政体育场以2比1获胜，从而以6比1的总比分晋级。
在第二圈中，尤文图斯抽到的对手是瑞士球队草蜢。他们先是首回合在主场以2比0获胜，并于次回合在瑞士以4比2再胜，从而以6比2的总比分晋级。尤文图斯将在四分之一决赛面对来自捷克斯洛伐克的布拉格斯巴达。凭借马尔科·塔尔代利、罗西和马西莫·布里亚斯奇的各入1球，确保了尤文图斯在首回合主场能以3比0获胜。因此尽管次回合在布拉格的雷特斯加体育场以0比1告负，他们还是能以3比1的总比分晋级半决赛。
尤文图斯在半决赛的对手是法国的波尔多，并在主场凭借兹比格涅夫·博涅克、布里亚斯奇和普拉蒂尼的入球以3比0赢得首回合的较量。次回合在波尔多的主场沙邦-戴爾馬球場进行，尽管对手以2比0获胜，但波尔多还是以2比3的总比分无缘决赛。

### 利物浦
利物浦在1984年欧洲冠军杯决赛击败罗马而夺冠，成为本届欧洲冠军杯的卫冕冠军，同时他们也是英格兰足球联赛的卫冕冠军。球队在第一圈抽中的对手是波兰冠军波兹南莱克，并于首回合在对方的主场莱克体育场以1比0小胜。次回合回到己方的主场安菲尔德球场后，利物浦又凭借约翰·沃克的帽子戏法和保罗·沃尔什的入球以4比0取胜，从而以5比0的总比分晋级。
利物浦在第二轮遭遇葡萄牙球队本菲卡。凭借的帽子戏法，利物浦在于首回合在英格兰以3比1获胜。他们于次回合在本菲卡的主场卢斯球场以0比1告负，但仍以3比2的总比分跻身四分之一决赛。利物浦在四分之一决赛的对手是奥地利冠军奥地利维也纳，在于对方主场格尔哈德·哈纳皮体育场进行的首回合比赛中，双方战成1比1平。但在英格兰的次回合比赛中，利物浦以4比1获胜，这意味着他们得以以5比2的总比分晋级半决赛。
来自希腊的帕纳辛奈科斯是利物浦在半决赛的对手。在安菲尔德的进行的首回合比赛中，利物浦以4比0获胜，其中拉什梅开二度，而沃克和吉姆·贝格林也各入1球。次回合比赛在雅典奥林匹克体育场进行，利物浦再以1比0小胜。因此利物浦凭借5比0的总比分第五次进入欧洲冠军杯决赛，也是他们的连续第二次进入晋级决赛。

### 决赛之路
| 尤文图斯     | 尤文图斯 | 尤文图斯 | 尤文图斯 | 阶段         | 利物浦       | 利物浦 | 利物浦   | 利物浦   |
| ------------ | -------- | -------- | -------- | ------------ | ------------ | ------ | -------- | -------- |
| 对手         | 总比分   | 首回合   | 次回合   |              | 对手         | 总比分 | 首回合   | 次回合   |
| 山猫         | 6–1      | 4–0 (客) | 2–1 (主) | 第一圈       | 波兹南莱克   | 5–0    | 1–0 (客) | 4–0 (主) |
| 草蜢         | 6–2      | 2–0 (主) | 4–2 (客) | 第二圈       | 本菲卡       | 3–2    | 3–1 (主) | 0–1 (客) |
| 布拉格斯巴达 | 3–1      | 3–0 (主) | 0–1 (客) | 四分之一决赛 | 奥地利维也纳 | 5–2    | 1–1 (客) | 4–1 (主) |
| 波尔多       | 3–2      | 3–0 (主) | 0–2 (客) | 半决赛       | 帕纳辛奈科斯 | 5–0    | 4–0 (主) | 1–0 (客) |

## 背景
尤文图斯是第三次出现在欧洲冠军杯决赛，他们在此前的1973年和1983年均问鼎失败。利物浦则是第五次参加欧洲冠军杯决赛，其中在1984年欧洲冠军杯决赛上，他们在经过120分钟的鏖战仍与罗马战成1比1平后，通过点球大战以4比2获胜而成为卫冕冠军。在此之前，利物浦还曾夺得过1977年、1978年和1981年的欧洲冠军杯冠军。在尤文图斯赢得1983–84年欧洲优胜者杯冠军后，两队曾在1984年欧洲超级杯上碰面。在这场于尤文图斯主场都灵市政体育场举行的比赛中，双方都受到密集的赛程困扰，最终东道主球队凭借博涅克的梅开二度以2比0取胜。
尤文图斯在1984年至1985年意大利足球甲级联赛仅以第5名完赛，这是一个处于欧洲赛事参赛资格之外的排名。为了能够参加1985–86年欧洲冠军杯，他们需要赢得本届欧洲冠军杯冠军。利物浦则在1984年至1985年英格兰足球联赛中落后于埃弗顿屈居亚军，从而获得参加欧洲联盟杯的资格，但他们也可通过赢得本届欧洲冠军杯冠军而继续参加下赛季的欧洲冠军杯争夺。
决赛的被定在比利时布鲁塞尔的海塞尔体育场举行。利物浦方面曾对场地的选址提出反对，因为他们对该体育场年久失修的状况表示担忧，并决定拨出一块中立的看台供比利时球迷使用。

## 惨案
划拨给比利时球迷的中立看台主要被尤文图斯的支持者所占据，其中许多人是来自当地的意大利社区。中立看台设在Z区，它与利物浦球迷的看台处于同一侧。这两个群体相距不足1码，并仅以铁丝网隔开。在夜里7时左右，双方球迷开始互相投掷及鼓噪。由于体育场年久失修，球迷投出的石块得以越过间隙掷向对方。
由于开赛时间的邻近，双方的投掷行为变得愈加激烈。不久之后，一群利物浦球迷冲入Z区，引发了那里球迷的退避。但由于他们无路可退，遂爬上了另一侧的护壁墙。随着越来越多的人爬上护壁墙，导致后者突然坍塌，这便导致了39人死亡、近600人受伤的惨案发生。作为对这起事件的报复，在场地的另一端的尤文图斯球迷开始骚乱。他们试图进入利物浦球迷所在的看台，但遭到警察的阻止。由此产生的对峙持续了两个小时，甚至在比赛开场后仍然继续。

## 比赛

### 概览
比赛由于惨案的发生被推迟了一个多小时，但仍然继续进行。因为现场官员认为，腰斩比赛会导致更多的暴力事件发生 。开赛仅2分钟，利物浦后卫马克·劳伦森便被加里·吉莱斯皮换下，因劳伦森的肩伤旧患复发。尤文图斯将兹比格涅夫·博涅克和马西莫·布里亚斯奇分别部署在进攻方向的右、左两侧。他们的计划是利用布里亚斯奇的速度来威胁利物浦的边后卫菲尔·尼尔。尤文图斯的第一个机会出现在第30分钟，从左后卫的位置插上进攻，他的射门被利物浦门将布鲁斯·格罗贝拉扑出。利物浦随即发动反击，约翰·沃克在跑动中接到罗尼·惠兰的蹭传，但他的射门被尤文图斯门将斯特凡诺·塔科尼扑出。几分钟后，利物浦再觅得良机，但这次惠兰的推射也被塔科尼接住。
上半场结束前5分钟，尤文图斯获得任意球机会。曾经射入利物浦3球的博涅克奔袭至利物浦的禁区外被沃克放倒，后者被出示黄牌警告。而由此产生的任意球却没有命中目标，半场的比分被维持在0比0。几乎是在下半场开赛哨响后不久，利物浦再度遭遇伤病。保罗·沃尔什在一次竭力接应尼尔的传球后造成胃部拉伤，并被克雷格·约翰斯顿换下。尤文图斯逐渐控制了比赛场面，随后在第56分钟获得一记点球得分机会：博涅克再度摆脱穿过利物浦的防守位置，并被吉莱斯皮放倒。利物浦认为犯规是在禁区外侧，但瑞士裁判此时距离事发地点有约25码（22.86米），他坚持判罚点球。普拉蒂尼将后续的点球射入，使尤文图斯以1比0领先。
利物浦此后试图寻求一种方法扳平比分。在比赛还剩16分钟时，惠兰在尤文图斯禁区内被马西莫·博尼尼放倒，但主裁判认定这并不是一次犯规。利物浦在比赛临近结束前创造出更多的机会，但塔科尼扑出了惠兰的射门，而沃克和史蒂夫·尼科尔的头球也相继偏出球门。由于此后双方未能再取得入球，终场比分被定格在了1比0，尤文图斯从而赢得他们的首座欧冠奖杯，并成为第一支包揽欧洲三大杯的球队。

### 细节
| 1985年5月29日 20:15 CEST |

| 尤文图斯  | 1–0                | 利物浦 |
| --------- | ------------------ | ------ |
| 56'（点） | 总览 报告 比赛中心 |        |

| 布鲁塞尔 海塞尔体育场 觀眾人數：59,000人 ：安德烈·戴纳（瑞士） |

| 尤文图斯 | 利物浦 |

|          |    |                     |  |     |
|          |    |                     |  |     |
| GK       | 1  | 斯特凡诺·塔科尼     |  |     |
| DF       | 2  | 卢奇亚诺·法维罗     |  |     |
| DF       | 3  | 義大利              |  |     |
| MF       | 4  | 马西莫·博尼尼       |  |     |
| DF       | 5  | 塞尔吉奥·布里奥     |  |     |
| DF       | 6  | 義大利 · 队长       |  |     |
| FW       | 7  | 马西莫·布里亚斯基   |  | 84' |
| MF       | 8  | 马尔科·塔尔代利     |  |     |
| FW       | 9  | 義大利              |  | 89' |
| MF       | 10 | 法國                |  |     |
| FW       | 11 | 波兰                |  |     |
| 替补：   |    |                     |  |     |
| GK       | 12 | 卢奇亚诺·博蒂尼     |  |     |
| DF       | 13 | 尼古拉·卡里克拉     |  |     |
| FW       | 14 | 義大利              |  | 84' |
| MF       | 15 | 布鲁诺·里米多       |  |     |
| MF       | 16 | 贝尼亚米诺·维尼奥拉 |  | 89' |
| 主教练： |    |                     |  |     |
| 義大利   |    |                     |  |     |

|          |    |                 |     |     |
|          |    |                 |     |     |
| GK       | 1  | 布鲁斯·格罗贝拉 |     |     |
| RB       | 2  | 菲尔·尼尔       |     |     |
| LB       | 3  | 吉姆·贝格林     |     |     |
| CB       | 4  | 马克·劳伦森     |     | 4'  |
| RM       | 5  | 史蒂夫·尼科尔   |     |     |
| CB       | 6  | 阿兰·汉森       |     |     |
| CF       | 7  | 蘇格蘭          |     |     |
| CM       | 8  | 罗尼·惠兰       |     |     |
| CF       | 9  | 威尔士          |     |     |
| LM       | 10 | 保罗·沃尔什     |     | 46' |
| CM       | 11 | 约翰·沃克       | 38' |     |
| 替补：   |    |                 |     |     |
| MF       | 13 | 英格兰          |     |     |
| DF       | 14 | 加里·吉莱斯皮   |     | 4'  |
| MF       | 15 | 丹麦            |     |     |
| MF       | 16 | 克雷格·约翰斯顿 |     | 46' |
| GK       | 17 | 克里斯·派尔     |     |     |
| 主教练： |    |                 |     |     |
| 英格兰   |    |                 |     |     |

## 赛后

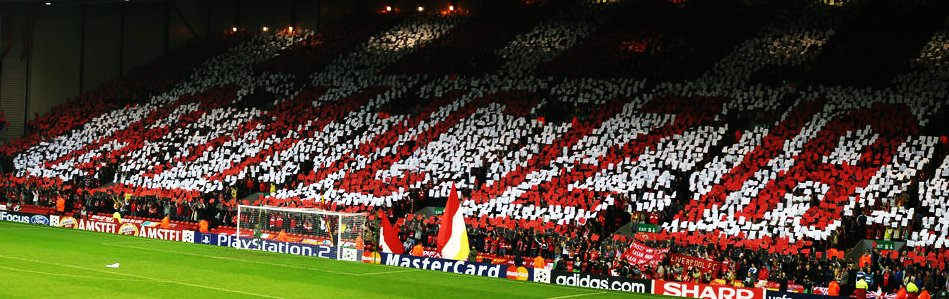
利物浦死忠球迷在2005年4月6日对阵尤文图斯的比赛期间拼接出的横幅。其中Amicizia字样在意大利文中表示“友谊”

比赛结束后，各界讨论的焦点主要集中在开场前发生的惨案。欧洲足联坚持认为利物浦球迷需要为惨案负责；欧洲足联官员君特·施耐德（Gunter Schneider）表示，“只有英格兰球迷需要负责。对此这是毫无疑问的”。在英国首相的施压下，英格兰足球总会勒令所有英格兰球队撤出欧洲赛事，而在两天后，欧洲足联也宣布对英格兰足球俱乐部处以“未确定期限的”禁赛。同年6月6日，国际足联将禁令扩大到全球范围内的比赛，但这在一周后便进行了修改，将友谊赛排除在外，同时确保英格兰足球代表队也不受影响。
英格兰足球俱乐部被无限期禁止参加欧洲赛事，其中包含有一个附加条件，即禁令被解除后，利物浦还需要额外执行一个为期3年的禁令。这项禁令最终历时5年，英格兰球队于1990–91赛季重返欧洲赛场。利物浦也在此一个赛季后重新参加1991–92年欧洲联盟杯的角逐。
惨案发生20年后，利物浦和尤文图斯又在2004–05年欧洲冠军联赛的四分之一决赛中被抽在了一起，这也是两支球队在惨案发生后的首次对阵。为了纪念这个日子，在安菲尔德球场举行的首回合比赛前，利物浦球迷手举标语牌组成了一个巨大的字样横幅，这是意大利文“友谊”的意思。现场的尤文图斯球迷对此反应则是喜忧参半：一部分支持者作出鼓掌的姿态，而其他人则选择背对横幅。其后利物浦在这次对碰中以总比分2比1晋级，并在该赛季夺得了球队历史上的第5座欧冠奖杯。

## 脚注
1. 1 2 3  Lacey, David. . The Guardian. London: Guardian News and Media. 1985-05-29  [2012-04-12]. （原始内容存档于2011-07-26）.
2. ↑  Mariani, Maurizio. . Rec. Sport. Soccer Statistics Foundation (RSSSF). 2000-10-26  [2011-12-31]. （原始内容存档于2011-02-01）.
3. 1 2 3 4 5  Zea, Antonio; Haisma, Marcel. . Rec. Sport. Soccer Statistics Foundation (RSSSF). 2008-01-09  [2011-12-29]. （原始内容存档于2018-10-07）.
4. ↑  Jackson, Stuart. . Rec. Sport. Soccer Statistics Foundation (RSSSF).   [2011-12-31]. （原始内容存档于2010-01-25）.
5. ↑  Ponting (1992，第190頁)
6. ↑  Kelly (1988，第168頁)
7. ↑  Liversedge (1991，第196頁)
8. ↑  Ponting (1992，第193頁)
9. 1 2  Stokkermans, Karel. . Rec. Sport. Soccer Statistics Foundation (RSSSF). 2011-06-10  [2012-01-02]. （原始内容存档于2011-02-08）.
10. ↑  Angelo Caroli. . Stampa Sera. 1985-01-16: 13  [2014-09-10]. （原始内容存档于2017-11-07）.
11. ↑  . Union of European Football Associations (UEFA).   [2011-12-28]. （原始内容存档于2017-03-12）.
12. ↑  Mariani, Maurizio. . Rec. Sport. Soccer Statistics Foundation (RSSSf). 2000-10-26  [2014-09-10]. （原始内容存档于2011-02-01）.
13. ↑  Jackson, Stuart. . Rec. Sport. Soccer Statistics Foundation (RSSSF).   [2012-01-02]. （原始内容存档于2019-05-13）.
14. ↑  . Liverpool F.C.   [2011-12-28]. （原始内容存档于2011-11-11）.
15. ↑  Hutchings,Nawrat (1995，第202頁)
16. ↑  . BBC News. 2000-05-29  [2012-01-02]. （原始内容存档于2016-01-12）.
17. ↑  . BBC News. 1985-05-29  [2012-01-03]. （原始内容存档于2018-01-12）.
18. ↑  Hussey, Andrew. . The Observer. 2005-04-03  [2014-04-15]. （原始内容存档于2012-02-11）.
19. ↑  . BBC. 2002-04-30  [2012-06-11]. （原始内容存档于2014-04-16）.
20. ↑  Graham (1985，第55頁)
21. 1 2 3 4 5  Miller, David. . The Times. 1985-05-30  [2012-01-03]. （原始内容存档于2020-11-14）.
22. ↑  . Union of European Football Associations (UEFA). 1992-06-01  [2012-01-01]. （原始内容存档于2012-02-03）.
23. ↑  Carter, Jon. . ESPN Soccernet. 2011-06-02  [2011-06-02]. （原始内容存档于2019-01-28）.
24. ↑  Gammon, Clive. . Sports Illustrated. 1988-06-27  [2012-01-03]. （原始内容存档于2014-03-26）.
25. ↑  Ponting (1992，第189頁)
26. ↑  Hutchings,Nawrat (1995，第251頁)
27. ↑  Ponting (1992，第196頁)
28. ↑  . BBC Sport. 2005-03-18  [2012-01-03]. （原始内容存档于2006-01-28）.
29. ↑  . BBC Sport. 2005-04-06  [2012-01-01]. （原始内容存档于2009-04-21）.
30. ↑  McCarra, Kevin. . The Guardian (London). 2005-04-14  [2012-01-01]. （原始内容存档于2012-01-12）.
31. ↑  McCarra, Kevin. . The Guardian (London). 2005-05-26  [2012-01-01]. （原始内容存档于2008-09-06）.